# Humerobates pomboi
Humerobates pomboi är en kvalsterart som beskrevs av Pérez-Íñigo 1992. Humerobates pomboi ingår i släktet Humerobates och familjen Humerobatidae. Inga underarter finns listade i Catalogue of Life.